# DAZN
DAZN（ダゾーン）は、DAZNグループが運営するスポーツ専門のビデオ・オン・デマンド・サービス。2016年夏にパフォーム・グループ（当時）がサービスを開始し、2019年に#沿革で記す運営体制に移行している。
サッカー、野球、モータースポーツ、バスケットボール、アメリカンフットボール、テニス、ゴルフ、格闘技、アーバンスポーツをはじめとする世界各国の様々なスポーツの全試合もしくは一部試合と関連番組を同時配信し、見逃し動画や予選、ダイジェスト番組も配信している。

## 沿革
2016年8月10日にオーストリア、ドイツ、スイスでサービスを始め、同年8月23日からは日本でもサービスを開始。翌2017年にカナダ、2018年からはアメリカとイタリアでサービスを開始。2019年3月からはスペイン、4月からはブラジルでもサービスを開始し、さらに2020年12月1日から世界200以上の国と地域でサービスを開始した。
2019年4月に旧パフォーム・グループの事業再編に伴い、サッカー情報サイトの「Goal.com」やスポーツニュースサイトの「スポーティングニュース」、スポーツ動画広告ネットワークの「DAZN Player」（旧称: ePlayer）といった、B to C事業（一般の消費者向け事業）を「DAZNグループ」として独立・社名変更した。これに伴い、日本法人も2019年11月1日でPerform Investment Japan株式会社からDAZN Japan Investment株式会社（2020年8月17日からはDAZN Japan Investment合同会社、法人番号：5010401120944）へ社名変更を行っている。
2022年9月、同じくロンドンに本社を置く同業のイレブンスポーツの買収に合意したことを発表。
2024年12月には、オーストラリアの大手スポーツメディア企業「Foxtelグループ」を22億ドルで買収。この合意により、Foxtelで放映されているオーストラリアの人気スポーツコンテンツが日本を含め世界200以上の国と地域で配信される。

## 主な配信競技
下記は日本で配信される競技の一部 と現在配信中の大会。

### サッカー
- FIFAクラブワールドカップ2025（独占無料ライブ配信 2025年6月15日〜7月13日）[11]
- FIFAインターコンチネンタルカップ（2024年大会のチャレンジャーカップよりライブ配信）
- FIFA+（2025年5月より提供開始）[12]
- キングス・ワールドカップ（7人制サッカーの世界大会 第2回大会よりライブ配信）
- Jリーグ（J1・J2・J3全試合）
- セリエA（コッパ・イタリア、スーペルコッパ・イタリアーナも含む）
- ラ・リーガ（ラ・リーガ2部も含む）
- イングリッシュ・フットボールリーグ[13]（EFLカラバオカップ[13]、EFLトロフィーも含む）
  - EFLチャンピオンシップ（2部）
  - EFLリーグ1（3部）
  - EFLリーグ2（4部）
- ナショナルリーグ（5部）[14]
  - ナショナルリーグ・ノース/サウス（6部）

2024年11月8日から「National League TV」の追加サブスクリプション契約により、ナショナルリーグの全試合ライブ配信やハイライト、関連コンテンツの視聴が可能になる。下記の価格を参照。
- ブンデスリーガ（DFBポカール、ベッケンバウアー・スーパーカップを含む）[注 2][16]
- Infinity League[17]
- リーグ・アン（クープ・ドゥ・フランス、トロフェ・デ・シャンピオン、クープ・ガンバルデッラ〔U-18国内選手権〕も含む）[18]
- リーグ・ドゥ スタッド・ランス戦（25/26シーズンより配信）
- ベルギー・プロリーグ（ベルギーカップ、ベルギー・スーパーカップも含む）[19]
- リーガ・ポルトガル[20]
- リーガ・ポルトガル2 UDオリヴェイレンセ戦（23/24シーズンより配信[21]）
- アル・ナスルTV（なおマッチデイライブでの国内リーグ/カップ戦の試合映像はSPOTV NOWにて独占配信）
- 欧州サッカー連盟（UEFA）主催のサッカー大会
  - UEFAネーションズリーグ（20/21ファイナルズから配信）[22]
  - FIFAワールドカップ欧州予選（2022年・2026年大会[22]）
  - UEFA EURO予選（2024年・2028年大会）[22]
  - フィナリッシマ（2022年・2026年大会）[22]
- アジアサッカー連盟（AFC）主催のサッカー大会[23]
  - AFCアジアカップ
  - AFCアジア予選（最終予選のみ）
  - AFC U23アジアカップ
  - AFC U20アジアカップ
  - AFC U17アジアカップ
  - AFCフットサルアジアカップ
  - AFCソリダリティーカップ
  - AFCチャンピオンズリーグエリート[24][25]
  - AFCチャンピオンズリーグ2[25]
  - AFCフットサルクラブ選手権

#### 女子サッカー
- WEリーグ[26]
- UEFA女子チャンピオンズリーグ（YouTube公式チャンネル でも一部試合を無料ライブ配信）[27]
- セリエA女子（コッパ・イタリア女子、スーペルコッパ女子も含む）[28]
- リーガF[29]
- 女子ブンデスリーガ[30]（女子DFBポカールも含む）
- クープ・ドゥ・フランス女子
- カンピオナート・ナシオナウ・フェメニーノ[28]
- 北アイルランド女子プレミアシップ[31]
- サウジ女子プレミアリーグ（SAFF女子カップも含む）
- AFC女子アジアカップ[23]
- AFCオリンピックサッカー女子アジア予選[23]
- AFC U20女子アジアカップ[23]
- AFC U17女子アジアカップ[23]
- AFC女子チャンピオンズリーグ

### 野球
- NPB
  - 広島東洋カープ主催全試合及び中日ドラゴンズ主催の一部試合〔東海テレビ、CBCテレビ制作の巨人戦〕を除く[32]
  - 阪神タイガース主催試合は権利の関係上、約5分遅れでのディレイ配信となっている（球団公式動画配信サービス「虎テレ」ではリアルタイムで配信）。
  - 読売ジャイアンツの主催試合。（読売グループとの包括契約、2025年からは春季キャンプや二軍戦も[33]）
  - オールスターゲーム並びに日本シリーズはNPB管轄である関係上、パ・リーグ主催分も含めて配信されない。
- NPB12球団ジュニアトーナメント（第20回大会より全試合を無料ライブ配信）[34]
- ジャパンウィンターリーグ[35]
- アジアウインターベースボールリーグ（2024年大会から）
- カリビアンシリーズ （2025年大会から）[36]
- ベースボール・ユナイテッド[37]
- ベースボール・チャンピオンズリーグ

### モータースポーツ
- フォーミュラ1（F1）
- フォーミュラ2（F2）
- フォーミュラ3（F3、旧GP3）
- フォーミュラ・リージョナル（2025年より配信）
- F1アカデミー（2025年シーズンより配信）
- スーパーフォーミュラ[38]
- ポルシェ・カレラカップ
- ポルシェ・スーパーカップ
- ユーロ・フォーミュラ・オープン
- エクストリームE
- ナイトロ・ラリークロス
- FIMスーパークロス世界選手権[39]
- ナイトロ・ワールドゲーム
- グッドウッド・フェスティバル・オブ・スピード
- グッドウッド・リバイバル
- ドイツツーリングカー選手権
- ADAC GT4ドイツ
- イタリアF4選手権
- 欧州トラックレーシング選手権
- モト・アメリカ（24時間配信チャンネル）[40]
- モータービジョンTV（24時間配信チャンネル）[40]
- パワースポーツ ワールド（24時間配信チャンネル）

### ゴルフ
- LIVゴルフ（2025年3月より配信再開）
- PGAツアー（24時間配信チャンネル、なお大会の模様はU-NEXTで独占ライブ配信）[41]

### バスケットボール
- FIBA主要国際大会（予選大会も含む）
  - FIBAバスケットボール・ワールドカップ
  -  FIBAユーロバスケット
  -  バスケットボール・チャンピオンズリーグ
  -  女子ユーロリーグ [42]
  - FIBA男子アジアカップ
  - FIBAアメリカップ
  - バスケットボール・チャンピオンズリーグ・アメリカズ
  - FIBAアフロバスケット
  - FIBA女子バスケットボール・ワールドカップ
  - FIBA女子アジアカップ
  - FIBA U19バスケットボール・ワールドカップ
  - FIBA U17バスケットボール・ワールドカップ

2024年2月8日から「Courtside 1891」の追加サブスクリプション契約により、FIBA主催大会の全試合ライブ配信やハイライト、関連コンテンツの視聴が可能になる。（ただし男女日本代表戦や一部試合はCourtside 1891の契約なしで視聴が可能。下記の価格を参照。）
- Bリーグ（25/26シーズンよりB1・B2[注 3]全試合）[注 4][44]
- レガ・バスケット・セリエA（スーペルコッパも含む）[45]
- スーパーリーグ・バスケットボール[46]
- BIG3（2025年シーズンより配信再開[注 5]）[47]

### エクストリームスポーツ
- Red Bull TV （24時間配信チャンネルも含む） [48]
- Xゲームズ[49]

### ハンドボール
- EHFチャンピオンズリーグ（22/23シーズン準決勝より配信）
- EHFヨーロピアンリーグ（22/23シーズンより準決勝・決勝戦のみ）
- 女子EHFチャンピオンズリーグ（22/23シーズンより準決勝・決勝戦のみ）
- 女子EHFヨーロピアンリーグ（22/23シーズンより準決勝・決勝戦のみ）

### アメリカンフットボール
- NFL
  - NFLネットワーク（24時間配信チャンネル）
- ELF[50]

2023年8月1日から「NFL Game Pass」の追加サブスクリプション契約により、NFLレギュラーシーズン全試合/ポストシーズン&スーパーボウルや関連番組の視聴が可能になる（ただしプレシーズンおよび週に2試合程度の視聴はNFL Game Pass契約なしで視聴可能である。）ほか、さらに2025年5月2日より「ELF Game Pass」の追加サブスクリプション契約も開始され、ELF全試合の視聴が可能になった（両コンテンツ共に下記の価格を参照。）。
- UFL（旧USFL・XFL、2025年3月より配信）
- A7FL[51]
- WNFC[52]

### ボクシング
- リヤド・シーズン[53]
- マッチルーム・ボクシング（24時間配信チャンネルも含む）
- ゴールデンボーイ・プロモーションズ[54]
- プレミア・ボクシング・チャンピオンズ（サウル・アルバレスが出場の興行限定）[55]
- クイーンズベリー・プロモーションズ（2025年4月より配信開始）[56]
- MisFits Boxing（MF & DAZN: X Series）[57]
- GGGプロモーションズ
- Most Valuable Promotions[58]
- ディベラ・エンターテインメント
- Red Owl Boxing
- アルゴ・スポーツ（ドリームボクシングに提供、海外の提供の場合はアーカイブ配信あり）[59]
- ワッサーマン・ボクシング[60]
- Dream Boxing[61]
- United Boxing Promotions
- チームコンバットリーグ
- BKFC[62]

### 総合格闘技
- King of Kings[61]
- MMAブシドー[61]
- 空手コンバット
- ナシオネスMMA[63]
- アンスガー・ファイティング・リーグ
- ヘキサゴンMMA[64]
- Brave CF[65]
- Muey Thai For Life[66]
- オクタゴンMMA[67]

### チェス
- チャンピオンズチェスツアー
- グローバルチェスリーグ
- フリースタイルチェス・グランドスラムツアー

### プロレス
- AEW（一部PPVイベントを独占ライブ配信）[68]
- インパクト・レスリング

### ダーツ
- PDC（24時間配信チャンネルも含む[40]）

### パデル
- プロパデルリーグ
- パデルタイムTV（24時間配信チャンネル）[40]

### eスポーツ
- BLASTプレミア

### ビリヤード
- ワールドプールチャンピオンシップ

### トライアスロン
- アイアンマンレース[69]
- PTOツアー[70]（2025年より配信再開）
- スーパーリーグトライアスロン[71]（2025年より配信再開）

### パワーボートレーシング
- E1シリーズ[72]
- F1パワーボート世界選手権[73]
- UIM-ABPアクアバイク世界選手権[73]

### トレイルランニング
- UTMBワールドシリーズ[74]

### バレーボール
- リーグ・ワン・バレーボール[75]

### ラグビー
- 女子エリートラグビー[76]

### 障害馬術
- グローバル・チャンピオンズ・ツアー（2025年より配信）

### キックボクシング
- ラジャダムナン・ワールド・シリーズ[77][78]
- GLORY[79]

### その他
- アメリカン・ロデオ（ロデオ競技の大会 2024年よりライブ配信）[80]

### ライブチャンネル
- ACLコーンホールTV [40]
- ラクロスTV [40]
- UNBEATEN

## 過去の配信大会

### サッカー
- JリーグDAZNニューイヤーカップ
- 全国高等学校サッカー選手権大会（第99回・第100回大会の全試合をハイライト配信）
- インターナショナル・チャンピオンズ・カップ
- UEFAチャンピオンズリーグ/ヨーロッパリーグ[81]
- CONMEBOLコパ・アメリカ2019
- CAFアフリカネイションズカップ2019
- スュペル・リグ（トルコカップも含む18/19〜20/21シーズンまで）
- エールディヴィジ（ハイライト配信 20/21シーズンまで）
- Aリーグ2018-2019・本田圭佑所属メルボルン・ビクトリーFC戦（ハイライト配信）
- ギリシャ・スーパーリーグ20/21・香川真司所属PAOKテッサロニキ戦
- プレミアリーグ（21/22シーズンまで）[82]
- リヴァプールTV（24時間配信チャンネル、22/23シーズンまで配信）
- スコティッシュ・プレミアシップ21/22（セルティック&レンジャーズ戦を中心に中継、スコティッシュリーグカップも含む）
- コパ・デル・レイ（21/22大会まで）
- 2022 FIFAワールドカップ（全試合ハイライト配信）[83]
- チャレンジャー・プロリーグ22/23・宮本優太所属KMSKデインズ戦（DAZN公式YouTubeチャンネル にてライブ配信）[84]
- USオープンカップ（2023年大会準決勝・決勝戦のみ）
- アフリカンフットボールリーグ（2023年大会）
- AFCカップ（2021年大会から2023/24大会まで、決勝戦のみ配信）
- FAカップ（2023/24大会まで、FAコミュニティ・シールド・FAユースカップも含む）
- FA女子スーパーリーグ（2022/23 第2節〜2023/24シーズンまで、FA女子カップも含む）[85]
- NWSL（2023年〜2024年シーズンまで NWSLチャレンジカップも含む）[86]
- USLスーパーリーグ（2023年〜2024年シーズンまで）
- UEFA女子EURO 2025予選

### 野球
- 広島東洋カープ主催試合（2019年まで、ビジターゲームは引き続き視聴可能）
- MLB（2019年まで）

### モータースポーツ
- Wシリーズ
- eスクーターチャンピオンシップ

### ラグビー
- トップリーグ
- プレミアシップラグビー（20/21シーズンまで、一部試合は録画配信）
- ヨーロピアンラグビーチャンピオンズカップ
- ラグビーワールドカップ2019（全試合ハイライト配信）
- ラグビーワールドカップ2023（全試合ハイライト配信）[87][88]
- ワールドラグビーセブンズシリーズ

### バスケットボール
- NBA

### エクストリームスポーツ
- ワールドスケート
- ストリートリーグ・スケートボーディング（2021年 - 2022年）

### テニス
- ATPツアー・250シリーズ
- WTA（2024年まで、グランドスラムと国内大会を除く）

### バレーボール
- V.LEAGUE（V1リーグ男子・女子ほぼ全試合 2020/2021シーズンまで）
- 天皇杯・皇后杯全日本選手権（準々決勝から配信 2020年大会まで）
- 全日本インカレ[89]（準々決勝から配信 2016年〜2020年大会まで）

### アメリカンフットボール
- ファン・コントロールド・フットボール[90]
- USFL（2023年シーズンのみ）[91]

### 格闘技
- WWE
- UFC
- Bellator
- メイウェザー vs デジ（ペイ・パー・ビュー〔PPV〕配信）[92]
- プロフェッショナル・ファイターズ・リーグ

### ゴルフ
- LPGAツアー
- web.comツアー
- ヨーロピアンツアー
- JLPGA（日本女子オープンゴルフ選手権競技、TOTOジャパンクラシックを除く 2022年から2024年まで）[93]
- 全米ゴルフ協会（2022年から2024年まで）[94]
  - 全米オープンゴルフ選手権（第121回から124回大会まで[95]）
  - 全米女子オープンゴルフ選手権
  - 全米シニアオープンゴルフ選手権
  - 全米シニア女子オープンゴルフ選手権
  - 全米アマチュアゴルフ選手権
  - 全米女子アマチュアゴルフ選手権
- 全米プロゴルフ協会 （2022年から2024年まで）[94]
  - 全米プロゴルフ選手権
  - 全米シニアプロゴルフ選手権

### 陸上競技
- ボストンマラソン（2019年大会）[96]

### 総合競技大会
- 2022マカビア競技大会（2022年7月14日 - 25

日）

### エアレース
- レッドブル・エアレース・ワールドシリーズ

### セーリング
- SailGP（19/20〜20/21シーズンまで）
- アメリカスカップ（第36回・第37回大会）

### スカッシュ
- PSAワールドツアー

### 自転車競技
- UCIワールドツアー
- UCIヨーロッパツアー

### 競輪
- オッズパーク杯ガールズグランプリ（第10回大会）[98]

### 競馬
- 東京シティ競馬（2020年11月 - 2023年3月）[99]

### クリケット
- インディアン・プレミアリーグ（2023年シーズン）

### パデル
- ヘキサゴンカップ（2024年1月31日 - 2月4日）

### eスポーツ
- eスポーツワールドカップ（2024年大会[100]）

### その他
- マッチルーム・スポーツ主催大会（ワールドプールマスターズ、チャンピオン・オブ・チャンピオンズ、モスコーニカップ、ウェーバーカップ、フィッシュオーマニア他）

## DAZNオリジナル番組

### 情報番組
- DAZN TIMES（2023年7月3日 - 、一週間お送りする注目試合や大会の見どころをMCのサッシャがお届けする。）

### ドキュメンタリー
- FRONTIER OF SPORTS（2023年7月7日 - ）
- UNSAID 〜スポーツ界の表と裏〜[101]
- Google Pixel Presents "Best Shots"

### サッカー
- やべっちスタジアム（2020年11月 - 、毎週月曜21:00より無料配信[102]）[103]
- シンレポ! 〜Jリーグ審判レポート〜（2024年3月26日 - 、毎週火曜日DAZN先行配信[104]）[105]
- 内田篤人のFOOTBALL TIME（2020年10月 - 、毎週木曜日配信）
- Jリーグプレビューショー（2021年8月 - 、毎週金曜日配信）
- もりちゃんずコロシアム（2025年3月22日 - 、隔週土曜日無料配信）[106]
- 林陵平のfootball MAGAZINE（2025年3月19日より配信）
- COMMUNICATE - 伝えるを学ぶ

### モータースポーツ
- MOTORSPORTS TIME（2025年3月10日 - 毎週月曜22:00- 無料配信）
- WEDNESDAY F1 TIME（2021年3月 - 、毎週水曜22:00- 配信）
- F1ラボ（2021年3月 - 、各グランプリ終了後の金曜日配信）

### 野球
- GIANTS 2024 -INSIDE-（ドキュメンタリー）[107]
- プロ野球 今日のバズリプレイ（2023シーズンより、野球中継終了後に配信）
- プロ野球 1分ストーリーズ

### バスケットボール
- NEXT HEROES[101]
- ダンクリーグ
- 5min BASKETBALL

### ゴルフ
- DAZN GOLF CUP Powered by STEPGOLF[108]

### フィッシング
- 釣りビジョン（2024年8月28日 - ）[109]
  - 熱釣プロ野球 2022・2023・2024 読売ジャイアンツ
  - 熱釣プロ野球 2023 福岡ソフトバンクホークス
  - 熱釣プロ野球 2023 レジェンド編
  - 魚種格闘技戦!
  - follow my F
  - SALT X
  - SALT Dreamer
  - 限界デスマッチ
  - ランガンパニック
  - 釣真剣勝負!
  - オトコの釣りメシ
  - ぶらりバスの旅
  - 休日は釣りに夢中
  - 関西発めちゃめちゃ釣りたい!
  - きょうも大漁!関東沖釣り爆釣会

### ポーカー
- ワールドポーカーツアー
  - ショウダウン（2023年9月 - 、不定期配信）- ポーカー（テキサス・ホールデム）専門番組

## 過去の配信番組

### サッカー
- EURO SOCCER FREAKS（「FOOTBALL FREAKS」の前身番組）[110]
- TOP OF FOOTBALL（2022年11月〜12月 ABEMAとの共同制作）[111]
- FOOTBALL FREAKS（2020年9月 - 2023年12月、毎週木曜日配信）※2021年8月からプレミアリーグ、ラ・リーガ、セリエAを3分割して配信。また、不定期にFOOTBALL FREAKSも配信[112]
  - PREMIER LEAGUE FREAKS（2021年8月 - 、毎週木曜日配信）
  - LA LIGA FREAKS（2021年8月 - 、毎週金曜日配信）
  - SERIE A FREAKS（2021年8月 - 、毎週火曜日配信）
- Jリーグジャッジリプレイ（2018年 - 2023年、毎週火曜日配信）

### 野球
- 野球ラボ[113]
- 野球トレンド研究所
- ラミレスのBASEBALL ADVENTURE[114]
- シン・ブラックジャイアンツ計画（日本テレビ制作）[115]
- 虎の素顔 -The Elements of Tigers-
- ドラマ「八月は夜のバッティングセンターで。」（テレビ東京制作 全9話）[114]

### ラグビー
- ラグビーワールドカップ2015/2019 プレイバック[88]
- ラグビーワールドカップ 2023 フランス大会 プレビュー＆レビュー[88]

上記はいずれもRWC2023開催期間中に配信

### アニメ
- H2[116]
- キャプテン[116]
- キャプテン翼[117]
- GIANT KILLING[110]
- タッチ[116]
- ナイン[116]
- メジャー[118]
- ONE OUTS[116]

### 格闘技
- Total Combat（総合格闘技情報番組）

### トークバラエティ
- BE TRUE Presented by Volkswagen（J-WAVEとの共同制作 2024年5月 - 10月、毎週金曜日配信）[119]

## 配信権

### サッカー
2016年7月20日には、Jリーグとの間で、Jリーグの動画配信を含む有料放送放映権について、2017年のJリーグより10年間総額2,100億円強の大型契約を締結した。
2018年2月、同年5月31日でサービス終了するスポナビライブ（ソフトバンク）のコンテンツの大半をDAZNが引き継ぐことが発表され、一部試合の配信にとどまっていたプレミアリーグとラ・リーガの全試合配信を開始した。
2019年6月にサッカー日本代表も出場するコパ・アメリカ2019をDAZNで中継する事が決まった。日本のテレビ各局は時差の関係で放映を見送ったため、事実上の独占配信となる。
2020年7月28日に2020-2021シーズンまで日本での独占中継権を持っていたUEFA主催のサッカー大会（UEFAチャンピオンズリーグ、UEFAヨーロッパリーグ、UEFAスーパーカップ）について、アジア地域での中継契約を早期終了すると報道がなされたが、同31日に2019-2020シーズンについて決勝まで配信すると声明を出した。しかし、翌2020-2021シーズンは一切の声明が無いまま配信がされずにシーズンが始まり、日本国内ではUEFA.tvで一部の試合を英語のみの中継で見ることしかできなかった。後に決勝トーナメントからWOWOWが中継権を取得した。
2021年6月18日、アジア・チャンピオンズリーグ（ACL）を同年から8シーズンの独占放映権を獲得したと発表した。その後、同年8月にアジアサッカー連盟（AFC）と2028年までの長期契約を締結し、2022 FIFAワールドカップ・アジア予選やAFC女子アジアカップなど、AFC主催のサッカー大会も配信出来るようになった。
2021年7月5日、同年9月に開幕予定の日本女子プロサッカーリーグ（WEリーグ）との間で8シーズンの放映権契約を締結したと発表した。
2022年11月から同年12月まで開催される2022 FIFAワールドカップについては全試合ハイライト配信を行う。

### 野球
NPBについては、Jリーグと同様に放映権の一括契約を目指したが、特にセントラルリーグ球団側の足並みが揃わなかったことから一括契約を断念しており、以下のようなサブライセンス契約の形態を採っている。
パシフィックリーグ全球団と阪神、中日戦の放映権はスポナビライブからのサービス引き継ぎの経緯もあり、スポナビライブ運営会社のスポーツライブエンターテインメントを吸収したソフトバンクからのサブライセンス供与、DeNA戦と2018年までの広島、ヤクルト戦の放映権は球団との直接契約、2019年から配信を開始した巨人戦の放映権は日本テレビ系CS放送局の日テレジータスからの配信権許諾となっている。
2016年より横浜DeNAベイスターズと広島東洋カープの主催試合を放送していた。
2018年には読売ジャイアンツ以外の11球団の公式戦主催全試合（中日ドラゴンズ主催試合は一部が放送対象外）を配信した。
2019年からは広島東洋カープと東京ヤクルトスワローズの公式戦主催全試合が対象外となる一方、前年まで中継がなかった読売ジャイアンツの公式戦主催全試合を配信することが決まった。
2020年は2年ぶりに東京ヤクルトスワローズ公式戦主催全試合の配信が再開されることになったため、広島東洋カープを除く11球団の公式戦主催試合を配信することになった。但し、阪神戦は、球団公式サービス「虎テレ」との権利の関係上、約5分程度の遅れ配信となっている（この制限は「虎テレ」以外のあらゆるインターネット配信に適用されている）。
2021年には東京オリンピックに出場予定の野球日本代表（侍ジャパン）の強化試合とオリンピック開催期間中に行われる予定のパ・リーグ各球団と阪神、中日が主催するエキシビションマッチについても配信する。なお、NPBが主催するオールスターゲームおよび日本シリーズは配信の対象外となっている。
かつてはMLBも配信していたが、同業会社 への放映権移行に伴い、2019年シーズンで配信終了となった。

### その他
配信権の関係で同じ競技でもライブ配信を行っている国といない国がある。
2018年2月8日、同年5月31日でサービス終了するスポナビライブ（ソフトバンク）のコンテンツ引き継ぎに伴い、同日以降、スポナビライブが独占配信していたBリーグのライブ配信（ただし1部リーグであるB1の試合のみ）を開始した。2021年で配信終了。
2020年10月、同年11月3日開催のジャパンブリーディングファームズカップ（JBC）から東京都の大井競馬場にて開催される東京シティ競馬の一部のレース中継（重賞競走を含む）をライブ配信する事が発表された。スカパー!プレミアムサービスの南関東地方競馬チャンネルと東京メトロポリタンテレビジョン（TOKYO MX）向けに放送している『東京シティ競馬中継』をサイマル配信する形態で行う。なお、競馬を含む日本の公営競技を本サービスにてライブ配信するのは今回が初めてとなる。
2021年6月、同月にアメリカ・カリフォルニア州にて開催する全米オープンをライブ配信することを発表した。男子ゴルフのメジャー選手権を生配信するのは今回が初めてである。2022年度は全米ゴルフ協会と全米プロゴルフ協会が主催する計8大会の放映権を獲得したことを同年4月に発表した。
自動車レースのフォーミュラ1（F1）については、2022年までは当時アジアでの放映権を持っていたFox Sportsからサブライセンスを受ける形でライブ配信を行っていた。2023年からは新たに3年契約を結び、引き続きF1の全セッションをライブ中継する。
かつては自転車競技（UCIワールドツアー、UCIヨーロッパツアー）も配信していたが、配信権自体の放棄により、配信終了となった。また、2016年6月29日にVリーグ機構との間でV・プレミアリーグ全試合、V・チャレンジリーグの一部試合の動画配信について5年間のパートナー契約に合意したが、2018/19シーズンからV.LEAGUEに統合されたことで番組編成が見直されることになり、2020/21シーズンはV1（一部試合を除く）のみの配信となり、2021年で配信の契約が終了したことが同年6月にスポーツ報知から報じられた。
また過去にはセーリング（SailGP）も配信されていたが、第36回アメリカスカップ（プラダカップ含む）の配信をもって終了。2021/2022シーズンからはJ SPORTSにて放送されている。

### スポーツ中継以外のコンテンツ・オリジナル番組
スポーツ中継やプレビュー・レビュー番組以外のコンテンツとして、地方局やDAZNが制作する球団応援番組、スポーツをテーマとした映画やアニメを配信する事もある。前者では2019年11月11日からCBCテレビ制作の『サンデードラゴンズ』や同年11月30日からテレビ神奈川（tvk）とDAZN共同制作の『ベイスターズ魂』などを配信。後者では2018年12月にサッカーを題材としたアニメ『GIANT KILLING』、2019年3月に野球を題材としたアニメ『メジャー』の第1シリーズ、同年9月に同時期に開幕したラグビーワールドカップ2019に合わせて映画『THE BRIGHTON MIRACLE』 などを期間限定で配信した。
2020年11月29日からはオリジナル番組として、『FOOTBALL PROGRAM YABECCHI STADIUM （やべっちスタジアム）』の配信を開始した。この番組は同年9月まで地上波のテレビ朝日にて放送されていた『やべっちFC〜日本サッカー応援宣言〜』の後継番組となっている。
2021年4月26日からTBSテレビが制作・放送しているドキュメンタリー番組『バース・デイ』を毎週月曜日に配信する事を同月23日に発表した。1年間のアーカイブ視聴にも対応する。

## 事業
DAZNグループは複数のデジタルメディア企業の持株会社。コンテンツの流通、加入、広告、スポンサーシップ、技術やプロダクション部門などが存在する。これらの事業に加え、世界最大級のサッカーサイト「GOAL.com」、NBA日本公式サイト「NBA.co.jp」、全米プロゴルフツアーの日本公式サイト「PGATOUR.COM」を展開。記事と映像の通信社サービス「OMNISPORT」などを運営している。
2014年12月には女子テニス協会（WTA）と10年間総額5億ドルのメディアエージェント契約を締結した。これは、WTA及び女性スポーツ界において最高金額の放映権契約となった。これに伴い、WTAと合弁会社「WTAメディア」を設立している。女子テニスのメディアへの露出を増加させることを目的としている。
2022年よりペイ・パー・ビュー（PPV）を導入。第1弾として、5月7日のWBAスーパー世界ライトヘビー級タイトルマッチ、サウル・アルバレス 対 ディミトリー・ビボル戦では、アメリカとカナダの2ヶ国にて同形式で配信。11月、他国向けにもベータ版として導入することを発表し、同月14日にドバイで開催のボクシング「メイウェザー vs デジ」を同形式にて配信することを明らかにした。
2023年1月、Amazon.comとの間で配信パートナー契約を締結したことを発表した。Amazon Prime Videoに追加料金を支払う形でDAZNのコンテンツが見られるようになるとしており、12月現在はドイツ・スペイン・日本の3か国でPrime Videoチャンネルとして配信。
2023年2月、DMM.comとの間で提携し、近日中に同社が運営しているDMM TVでDAZNの一部コンテンツが見られるようになることを発表した。
2024年2月、ABEMAとの間で配信パートナー契約を締結したことを発表。同月23日から同サービスにて「ABEMA de DAZN」を提供することを発表した。ABEMAに料金を支払う形でDAZNのコンテンツが見られるようになるとしており、ABEMAのアプリからDAZNのコンテンツを視聴する形態を取る。なお、プロ野球などの一部コンテンツを視聴することは出来ない。

## 視聴者数

### サッカー
DAZNが独占配信権を獲得しているAFCアジア予選の日本代表戦が上位を占めており、最近では試合映像付きFanZone無料ライブ配信を特別に実施した、2024年11月15日の対インドネシア戦と同月19日の対中国戦のアウェイ2連戦では過去最高の視聴者数を更新したと同月21日に発表した。過去には日本代表のW杯本大会出場が決定した2022年3月24日開催の対オーストラリア戦では当時過去最高の視聴者数を記録している。

### 野球
千葉ロッテマリーンズ所属投手の佐々木朗希が完全試合を達成した2022年4月10日開催の対オリックス・バファローズ戦において、日本のプロ野球コンテンツにおける歴代最高の視聴者数を記録したことを同月12日に発表した。DAZNの野球コンテンツとしてはこれまで読売ジャイアンツや阪神タイガースなど、セントラル・リーグの試合がトップ10を占めており、パシフィック・リーグの試合が上位になったのは異例としている。その翌週（同月17日）にも佐々木が登板し、8回までパーフェクトピッチングを継続した対北海道日本ハムファイターズ戦でも同月10日に記録した視聴者数を更新したと同月19日に発表している。

## 視聴デバイス
PC（パソコン）やスマートフォン、タブレットなどの各種モバイル機器を介した視聴だけでなく、テレビの視聴も可能で、パナソニックやソニー、Android TVなどのスマートテレビを使用するか、Amazon Fire TV、Chromecast、Apple TV、Air Stickなどのデジタルデバイス、インターネット接続したゲーム機（PS5やPS4など）、あるいはJCOMなどのケーブルテレビ局やひかりTV、auひかりテレビサービスから提供される対応セットトップボックスをテレビに接続することで視聴可能である。

## 価格
当初視聴分野別の会員区別はなく、会員はすべてのコンテンツを一律に視聴可能だったが（2023年2月まで）、現在は特定コンテンツを対象とした会員区分が行われている。日本では2024年現在、「DAZN Standard」「DAZN Baseball」「DAZN Global」「DAZN Freemium」の4区分と、特定スポーツ向けの「NFL Game Pass」「Courtside 1891」「National League TV」「ELF Game Pass」の4サービスがある。
2022年5月7日のWBAスーパー世界ライトヘビー級タイトルマッチ、サウル・アルバレス 対 ディミトリー・ビボル戦では、アメリカとカナダの2か国で初めてPPVを導入した。以降、ボクシングや格闘技においてビッグマッチをPPVで配信しているが、PPV対象となる国・地域は興行によって異なり（大半はアメリカ・カナダの2か国）、そこから外れた国・地域は通常通りの月額料金の範囲での視聴となる。
2023年より、DAZNはNFLとの米国以外の国と地域における放映契約を10年間延長したことに伴い、「NFL Game Pass」の日本を含めた世界200以上の国と地域での本格的な販売を2023年8月1日より開始。DAZNの月額/年間料金とは別の追加視聴プランとして、「NFL Game Pass Season Pro」が一括払いで26,800円、分割6,700円×4回払いで提供される。なお契約期間は契約開始日に関わらず毎年7月31日までとなっており、DAZNの契約なしでもSeason Pro単体での購入が可能となっている。
2024年より、国際バスケットボール連盟（FIBA）と6年間のパートナーシップ契約を締結し、FIBA公式配信サービス「Courtside 1891」を中国及びMENA（中東・北アフリカ）を除くグローバルで販売を開始。「NFL Game Pass」同様に追加視聴プランとして月1,400円での購入が可能となっている。
また、サッカー・イングランド5部リーグ、ナショナルリーグと6部のナショナルリーグ・ノース/サウスの放映契約を締結。これに伴い2024年11月8日から公式配信サービス「National League TV」を日本含む世界200以上の国と地域でサービスを開始した。「NFL Game Pass」と「Courtside 1891」同様の追加視聴プランとして週額1,980円、月額4,900円、年間月々払いで3,700円、年間一括払いでは37,000円で購入可能となっている。
さらに、2025年5月2日からは欧州最高峰のアメリカンフットボールリーグ「ヨーロピアン・リーグ・オブ・フットボール」（ELF）と日本を含むグローバルでの放映契約を締結し、公式ライブ配信サービス「ELF Game Pass」の提供を開始した。上記3サービスと同様の追加サブスクリプション視聴プランとして週額2,100円、月額は4,250円、年間一括払いでは19,200円で視聴が可能となる。
なお、有料配信サービスではあるが、番組中にCMが流れることがある。当初は生中継時の配信開始・終了時や空き時間に流れる程度だったが（事実上のフィラー扱い）、2022年からは見逃し配信や録画制作される番組でもCMが流れるようになり、2024年現在は一部の番組に特定のスポンサーがつくようになった。
価格を巡っては批判の声もあり、リーグ・アンの放映権を獲得しているフランスでは視聴料金が月額39.99ユーロ（日本円で約6,540円）と高額なこともあり、サッカーファンなどがDAZNを視聴せずに通信アプリやVPNなどを使用して、同リーグの放映権を獲得している海外の放送局の中継を違法視聴した人数が100万人に上ったことが2024年8月に報じられた。

### 日本
2016年8月のサービス開始時は1,890円（税込）であり、2019年4月以降は1,925円（税込）となっていたが、2022年2月以降は3,000円（税込）、2023年2月14日以降は3,700円（税込）、2024年2月14日以降は4,200円（税込） である。さらに「DAZN for docomo」で申し込んだNTTドコモ、並びにその格安プランであるahamoの契約者も同様の価格である。課金は直接申し込みの場合は視聴開始日を基準とした月間単位で、「DAZN for docomo」は視聴開始日に関係なく毎月1日を基準とした月単位で計算される。
なお、サービス開始から2020年11月までは原則として、視聴契約出来るのは個人のみだった。そのため、スポーツバーやホテルなどの商業施設は一部を除きDAZNとの契約が出来なかったが、2020年12月から商業施設向けの利用契約サービスを開始したことを発表しており、2021年12月時点で宿泊施設や飲食店、カラオケボックス、インターネットカフェなど14業界で計1,400超の店舗と契約している。

#### 2022年
2月22日に日本でサービス開始してから初の料金改定を行い、月額料金を3,000円（税込）にする事や1か月間の無料体験トライアル提供を終了する事などを1月25日に発表した。ケーブルテレビ局やKDDI（au）、スポナビライブ特別割引プランなど、他社経由でDAZNの料金を支払っていたり、同業サービス終了に伴う移行プランで加入した契約者についても同様の措置が講じられるが、この時点では「DAZN for docomo」とKDDI（povo）の「DAZN使い放題パック」 について、料金改定通知の対象外としていた。
2月21日、NTTドコモは同年4月18日以降に「DAZN for docomo」に申し込みをした契約者は月額料金を3,000円（税込）にすることを発表した。また、4月17日以前に申し込みをした契約者は引き続き契約時点での月額料金 で利用できることも併せて発表。その後、2020年9月30日までに申し込みをした契約者は2022年7月1日から月額料金を1,925円（税込）に変更することを発表した。
11月、ペイ・パー・ビュー（PPV）をベータ版として導入し、同月14日にドバイで開催のボクシング「メイウェザー vs デジ」を同形式にて配信。なお、「DAZN for docomo」では購入不可

#### 2023年
1月12日、DAZNは2度目の料金改定を行い、既存プランを「DAZN Standard」とし、月額料金を3,700円（税込）にすることや世界中のユニークなスポーツが視聴出来る「DAZN Global」を新設した上で同プランを月額料金980円（税込）で提供することを発表した。この改定は2月14日から適用される。これを受けて、携帯電話会社を経由してDAZNと契約しているユーザーについても料金改定を行うことが各社から発表された。
NTTドコモは2月14日に「DAZN for docomo」の料金改定を行うことを1月12日に発表し、2月14日以降に同サービスを契約したユーザーは「DAZN Standard」と同額料金で提供することを発表した。なお、2月13日以前に契約したユーザー は料金据え置きで提供することを明らかにしている。
auとpovoを運営しているKDDIは3月1日からセットプランとトッピングプランの料金改定を行うことを1月12日に発表し、「使い放題MAX 5G/4G DAZNパック」と「使い放題MAX 5G ALL STARパック」の月額料金を440円から1,430円、「DAZN使い放題パック（7日間）」を165円、それぞれ値上げすると発表した。
DMM TVを運営しているDMM.comは、DMMプレミアムとDAZN Standardのバンドルプラン「DMM×DAZNホーダイ」を3月23日から提供することを2月21日に発表した。本来であれば月額料金が合計で4,250円となるが、2,980円で利用できるようになるとしている。
Amazon Prime Videoを運営しているアマゾンジャパンは、Prime Video内のPrime Videoチャンネルとして「DAZN Standard」を12月7日より提供開始した。Amazonプライム会員に向けて「DAZN Standard」と同額料金追加での提供となるが、14日まで加入した場合は最初の1か月が1,850円となるキャンペーンを展開した。

#### 2024年
1月11日、DAZNは3度目の料金改定を行い、「DAZN Standard」の月額プランを4,200円、年間プランの一括払いを32,000円、年間プランの月々払いを3,200円（年38,400円）にそれぞれ値上げすることやプロ野球のコンテンツのみが視聴出来る「DAZN Baseball」を新設した上で同プランを月額料金2,300円で提供すること、1アカウントでの同時視聴台数を月額980円で追加できるオプションサービス を発表した。「DAZN Baseball」の提供は2月1日から、「DAZN Standard」の料金改定は同月14日からそれぞれ適用される。
また、料金改定に先駆けて、1月23日から会員登録をすれば、一部の配信コンテンツが無料で視聴出来る「DAZN Freemium」の提供を開始した。これを受けて、auとpovoを運営しているKDDIは3月1日からセットプランとトッピングプランの料金改定を行うことを1月11日に発表し、「使い放題MAX 5G/4G DAZNパック」などの月額料金並びに「DAZN使い放題パック（7日間）」をそれぞれ値上げすると発表した。
NTTドコモも3月1日から契約時期によって、「DAZN for docomo」の月額料金を3,000円から4,200円にそれぞれ値上げすることを発表した。DMM.comも3月1日から「DMM×DAZNホーダイ」の月額料金を3,480円に改定することを発表した。なお、既存ユーザー並びに2月29日までに新規登録したユーザーに関しては解約などを行わない限り、3月以降も引き続き月額2,980円で利用できる。

### 海外
アメリカでは2018年9月のサービス開始当初は月額視聴料9.99ドルだったが、2019年3月から19.99ドル（約2,290円）に値上げすると共に、割安になる年間視聴料99.99ドルの契約プランが加えられた。年間視聴プランは2022年5月から149.99ドルに値上げされた。2023年2月からは月額視聴料が24.99ドル（約3,350円）、年間視聴プランが224.99ドル（約30,150円）に値上げされた。
2020年12月1日からサービスを開始した世界200か国以上の国と地域では、月額視聴料が1.99ポンド以下の価格に設定された。
イギリスとアイルランドでは2020年12月1日のサービス開始当初は、月額視聴料1.99ポンド/1.99ユーロだったが、2021年8月31日から7.99ポンド/7.99ユーロ（約1,230円）に値上げされた。2023年2月からは更に19.99ポンド（約3,170円）に値上げされ、割安になる年間視聴料99.99ポンド（約15,800円）の契約プランが加えられた。

## 配信競技
- L / OD：ライブ配信＆オンデマンド配信

| 競技                   | Competition                         | オーストリア | ドイツ | 日本   | スイス | カナダ           | イタリア | アメリカ合衆国 | スペイン | ブラジル |
| ---------------------- | ----------------------------------- | ------------ | ------ | ------ | ------ | ---------------- | -------- | -------------- | -------- | -------- |
| サッカー               | FIFAクラブワールドカップ            |              | L / OD |        |        |                  |          |                | L / OD   |          |
| サッカー               | UEFAネーションズリーグ              | L / OD       | L / OD | L / OD | L / OD |                  |          |                |          |          |
| サッカー               | UEFAチャンピオンズリーグ            | L / OD       | L / OD |        |        | L / OD           |          |                |          |          |
| サッカー               | UEFAヨーロッパリーグ                |              |        |        |        | L / OD           | L / OD   |                |          |          |
| サッカー               | UEFAヨーロッパカンファレンスリーグ  |              |        |        |        | L / OD           | L / OD   |                |          |          |
| サッカー               | UEFAスーパーカップ                  | L / OD       | L / OD |        |        | L / OD           |          |                |          |          |
| サッカー               | UEFAユースリーグ                    |              |        |        |        | L / OD           |          |                |          |          |
| サッカー               | UEFA女子チャンピオンズリーグ        | L / OD       | L / OD | L / OD | L / OD | L / OD           | L / OD   | L / OD         | L / OD   | L / OD   |
| サッカー               | プレミアリーグ                      |              |        |        |        | L / OD           |          |                | L / OD   |          |
| サッカー               | フットボールリーグ                  | L / OD       | L / OD | L / OD | L / OD | L / OD           | L / OD   |                | L / OD   |          |
| サッカー               | FAカップ                            | L / OD       | L / OD | L / OD | L / OD |                  | L / OD   |                | L / OD   |          |
| サッカー               | EFLカップ                           | L / OD       | L / OD | L / OD | L / OD | L / OD           | L / OD   |                | L / OD   |          |
| サッカー               | ラ・リーガ サンタンデール           | L / OD       | L / OD | L / OD | L / OD |                  | L / OD   |                |          |          |
| サッカー               | コパ・デル・レイ                    | L / OD       | L / OD |        | L / OD |                  |          |                | L / OD   |          |
| サッカー               | ブンデスリーガ                      | L / OD       | L / OD |        | L / OD |                  |          |                |          |          |
| サッカー               | DFBポカール                         |              |        | L / OD |        |                  |          |                |          |          |
| サッカー               | セリエA                             |              |        | L / OD |        |                  | L / OD   |                |          |          |
| サッカー               | セリエB                             |              |        |        |        |                  | L / OD   |                |          |          |
| サッカー               | コッパ・イタリア                    | L / OD       | L / OD | L / OD |        |                  |          |                | L / OD   |          |
| サッカー               | スーペルコッパ・イタリアーナ        | L / OD       | L / OD | L / OD |        |                  |          |                | L / OD   |          |
| サッカー               | リーグ・アン                        | L / OD       | L / OD | L / OD |        |                  |          |                |          |          |
| サッカー               | クープ・ドゥ・フランス              | L / OD       | L / OD | L / OD |        |                  |          |                |          |          |
| サッカー               | トロフェ・デ・シャンピオン          | L / OD       | L / OD |        |        |                  |          |                |          |          |
| サッカー               | プリメイラ・リーガ                  | L / OD       | L / OD | L / OD | L / OD |                  |          |                |          |          |
| サッカー               | エールディヴィジ                    | L / OD       | L / OD |        | L / OD |                  | L / OD   |                |          |          |
| サッカー               | スュペル・リグ                      |              |        |        |        |                  |          |                |          | L / OD   |
| サッカー               | ベルギー・ファースト・ディビジョンA |              |        | L / OD |        | L / OD           |          |                |          |          |
| サッカー               | ベルギーカップ                      |              |        | L / OD |        | L / OD           |          |                |          |          |
| サッカー               | ベルギー・スーパーカップ            |              |        | L / OD |        | L / OD           |          |                |          |          |
| サッカー               | ギリシャ・スーパーリーグ            |              |        |        |        |                  |          |                |          |          |
| サッカー               | AFCチャンピオンズリーグ             |              |        | L / OD |        |                  |          |                |          |          |
| サッカー               | Jリーグ                             |              |        | L / OD |        |                  |          |                |          |          |
| サッカー               | Aリーグ                             | L / OD       | L / OD |        | L / OD |                  |          |                |          |          |
| サッカー               | コパ・リベルタドーレス              | L / OD       | L / OD |        | L / OD |                  | L / OD   |                | L / OD   |          |
| サッカー               | コパ・スダメリカーナ                | L / OD       | L / OD |        | L / OD |                  | L / OD   |                | L / OD   |          |
| サッカー               | MLS                                 | L / OD       | L / OD |        | L / OD | L / OD           | L / OD   |                | L / OD   | L / OD   |
| バスケットボール       | FIBAワールドカップ                  |              |        | L / OD |        | L / OD           |          |                | L / OD   |          |
| バスケットボール       | NBA                                 | L / OD       | L / OD |        | L / OD |                  |          |                |          |          |
| バスケットボール       | NCAA                                | L / OD       | L / OD |        | L / OD |                  |          |                |          |          |
| バスケットボール       | ユーロリーグ                        |              |        |        |        |                  |          |                | L / OD   | L / OD   |
| バスケットボール       | ULEBユーロカップ                    |              |        |        |        |                  |          |                | L / OD   |          |
| バスケットボール       | BCL                                 | L / OD       | L / OD |        | L / OD |                  |          |                |          |          |
| バスケットボール       | リーガACB                           | L / OD       | L / OD |        | L / OD |                  |          |                |          |          |
| アメリカンフットボール | NFL                                 | L / OD       | L / OD | L / OD | L / OD | L / OD           | L / OD   |                |          |          |
| アメリカンフットボール | NCAA                                |              | L / OD |        | L / OD |                  |          |                |          |          |
| 野球                   | MLB                                 | L / OD       | L / OD |        | L / OD | Live （MLB-net） | L / OD   |                |          |          |
| 野球                   | NPB                                 |              |        | L / OD |        |                  |          |                |          |          |
| アイスホッケー         | NHL                                 | L / OD       | L / OD |        |        |                  | L / OD   |                |          |          |
| アイスホッケー         | KHL                                 |              | L / OD |        |        | L / OD           |          |                |          |          |
| モータースポーツ       | フォーミュラ1                       |              |        | L / OD |        |                  |          |                | L / OD   |          |
| モータースポーツ       | フォーミュラ2                       |              |        | L / OD |        |                  |          |                | L / OD   |          |
| モータースポーツ       | フォーミュラ3                       |              |        | L / OD |        |                  |          |                | L / OD   |          |
| モータースポーツ       | ロードレース世界選手権              | L / OD       | L / OD |        | L / OD |                  | L / OD   |                | L / OD   |          |
| モータースポーツ       | スーパーバイク世界選手権            |              |        |        |        |                  |          |                | L / OD   | L / OD   |
| テニス                 | ATPワールドツアー・250シリーズ      | L / OD       | L / OD |        | L / OD | L / OD           |          |                |          | L / OD   |
| テニス                 | 女子テニス協会                      | L / OD       | L / OD | L / OD | L / OD | L / OD           |          |                | L / OD   |          |
| テニス                 | デビスカップ                        | L / OD       | L / OD | L / OD | L / OD |                  |          |                |          | L / OD   |
| テニス                 | フェドカップ                        | L / OD       | L / OD | L / OD | L / OD |                  |          |                |          | L / OD   |
| ラグビー               | シックス・ネイションズ              | L / OD       | L / OD |        | L / OD | L / OD           |          |                |          |          |
| ラグビー               | ハイネケンチャンピオンズカップ      | L / OD       | L / OD |        | L / OD | L / OD           | L / OD   |                |          |          |
| ラグビー               | 欧州チャレンジカップ                | L / OD       | L / OD |        | L / OD | L / OD           | L / OD   |                |          |          |
| ラグビー               | プレミアシップ                      | L / OD       | L / OD | L / OD | L / OD |                  |          |                |          |          |
| ラグビー               | プロ14                              | L / OD       | L / OD |        |        | L / OD           | L / OD   |                |          |          |
| ラグビー               | ワールドラグビーセブンズシリーズ    | L / OD       | L / OD |        | L / OD |                  |          |                |          |          |
| 格闘技                 | UFC                                 | L / OD       | L / OD |        |        |                  | L / OD   |                |          |          |
| 格闘技                 | ゴールデンボーイ・プロモーションズ  | L / OD       | L / OD | L / OD | L / OD | L / OD           | L / OD   | L / OD         | L / OD   | L / OD   |
| 格闘技                 | マッチルーム・ボクシング            | L / OD       | L / OD | L / OD | L / OD | L / OD           | L / OD   | L / OD         | L / OD   | L / OD   |
| 格闘技                 | World Boxing Super Series           | L / OD       | L / OD |        | L / OD | L / OD           | L / OD   | L / OD         |          |          |
| ビリヤード             | スヌーカー                          |              |        |        |        | L / OD           |          | L / OD         |          | L / OD   |
| ダーツ                 | PDCチャンピオンシップ               | L / OD       | L / OD | L / OD | L / OD | L / OD           | L / OD   | L / OD         | L / OD   | L / OD   |
| クリケット             | ICCチャンピオンズトロフィー         | L / OD       | L / OD |        |        |                  |          |                |          |          |
| クリケット             | イングランド代表 ホームゲーム       |              |        |        |        | L / OD           |          |                |          |          |

## 不祥事・論争

### 配信トラブル
- 2017年2月26日、DAZNが配信していたJ1リーグ「ガンバ大阪対ヴァンフォーレ甲府戦」とJ2リーグ「愛媛FC対ツエーゲン金沢」の2試合が視聴できなくなる不具合が発生[230]。J2リーグ全試合の見逃し配信も視聴できない状態になった。これによりDAZNは説明会を開き、CEOのジェームズ・ラシュトンと開発部長のウォーレン・レーが謝罪した。
- 優勝や残留争いなどが佳境に入っていた2019年11月30日のJ1リーグ第33節全9試合のライブ配信でもトラブルが発生[231]。その後、試合ごとに順次復旧したが、前半の中継がリアルタイムで視聴できない状態となった[232]。
- 2019年5月5日に行われDAZNで配信されたボクシングのカネロ・アルバレス対ダニエル・ジェイコブスの試合では配信トラブルが発生し、この試合の視聴者から数多くの苦情が寄せられている[233]。
- 2022年4月13日、一部ユーザーのログインにおいてトラブルが発生し、プロ野球中継などが視聴出来ない事態になった[234][235]。

### イタリアでの配信トラブル
- 2022年8月のセリエA開幕日にて配信トラブルが発生し、複数のイタリアの政治家やイタリアの消費者保護団体Udiconからの非難を受けた[236]。このトラブルにはイタリアの通信業界を規制する機関であるAGCOMも介入し、DAZNはトラブルの影響を受けた視聴者への補償を行うと表明した[236]。
- 2023年1月10には複数のDAZN幹部らが、イタリア政府のアドルフォ・ウルソ産業大臣とアンドレア・アボディスポーツ大臣と会談を行い、サービス改善の為に緊急措置を取ることに同意した[237]。この会談の1週間前に行われたセリエA第16節のインテル・ミラノ対SSCナポリ戦など複数の試合にて配信トラブルが発生していた[237]。

### フランスでの論争および問題
2024年夏、DAZNはフランス国内におけるリーグ・アンの放映権をBeINと共に取得したと発表された。フランスでのサブスクリプション価格は月額39.99ユーロで、年間契約では29.99ユーロという価格設定を行い、DAZNグループCEOシェイ・セゲブはこの価格設定について適正価格であると主張したが、サブスクリプション価格が高額すぎるとして多くのユーザーが不満を訴えており、リーグ・アンの試合を違法視聴する問題を引き起こしている。またフランス国内でのDAZN契約者数は伸び悩んでおり、DAZNが目標設定していた150万人を大きく下回っている。

### ドイツでの訴訟問題
DAZNは、価格調整を含む過度な契約変更を可能にする不透明な契約条項を使用したとして、ドイツ消費者団体連盟 (VZBV)から訴えられており、ミュンヘン第一裁判所はVZBVの主張をほぼ認め、争点となっている条項は無効であるとの判決を下した。DAZNはこの判決に対してミュンヘン高等地方裁判所に控訴している。

### ダークパターン
2023年11月、DAZNの退会手続きが複雑で容易に解約することが困難（ダークパターン）であることが報じられた。